# Hendrik Ebo Kaspers
Hendrik Ebo Kaspers (* 11. Februar 1869 in Reiderwolderpolder, Gemeinde Oldambt; † 24. Juli 1953 in Santpoort, Gemeinde Velsen) war ein niederländischer Autor, Redakteur, Organisator, Antimilitarist und Anarchist.

## Leben
Hendrik E. Kaspers besuchte die Realschule (Hogere burgerschool, HBO) in Winschoten. Durch eine Rückgratverwachsung war er nicht in der Lage, schwere körperliche Arbeiten zu verrichten. Er wollte im Buchhandel tätig werden, was sein Vater aber untersagte, der ihn in einem Lebensmittelgeschäft unterbrachte. 1892 wurde Kaspers Schriftführer der Abteilung „Allgemeines Wahlrecht“ in Finsterwolde des Sociaal-Democratische Bond  („Sozialdemokratischer Bund“, SDB), bei dem ebenfalls der niederländische Anarchist Bartholomeus van Ommeren beteiligt war. Durch die Propagandareisen des niederländischen Anarchisten Ferdinand Domela Nieuwenhuis kam er in Kontakt mit dem Sozialismus und 1892 mit dem Anarchismus. 1894 gab er das anarchistische Blatt De Voortbrenger heraus, das lediglich mit einer Ausgabe erschien. 1896 übernahm Kaspers die Redaktion des sozialistischen Wochenblattes De Arbeider („Der Arbeiter“), herausgegeben von Tjerk Luitjes (1867–1946), und finanzierte das Blatt. Luitjes rief in der Zeitschrift zur Revolution auf  und drohte Arbeitgebern, die ihre Arbeitnehmer nachteilig behandelten. Kaspers wurde Verwalter der Firma „Luitjes und Kaspers“.
Ein Jahr zuvor hatte er die Redaktion der Zeitschrift De Anarchist und war Mitglied vom Geneeskundige Rad von Drenthe und Overijssel. 1901 erwarb er einen Bauernhof, der von einer Landbaugemeinschaft bewirtschaftet wurde. Das Vorhaben scheiterte allerdings. Kaspers war Vegetarier und Anhänger der Naturheilkundemethode („Natuurgeneeswijze“) und aktiv bei dem Algemeen Nederlandsche Geheelonderhouderbond („Algemeiner niederländischer Abstinenzlerbund“, ANGOB), gegründet von Lodewijk van Mierop  mit dem Vorsitzenden Jacob van Rees. Im Ersten Weltkrieg machte er antimilitärische Propaganda für die Internationale Antimilitaristsche Vereinigung (IAMV), für die Johan de Haas als Redner auftrat. Kaspers unterzeichnete das Dienstweigeraarsmanifest („Manifest für Kriegsdienstverweigerer“), das auch von van Mierop, Jan Sterringa (der im Gegensatz zu den anderen nicht verurteilt wurde) und Bart de Ligt unterzeichnet wurde, die deswegen zu fünfzehn Tagen Gefängnis verurteilt wurden.
Der christliche Anarchist Année Rinzes de Jong bekam vier Wochen Gefängnisstrafe wegen der Unterzeichnung des Dienstweigeraarsmanifest.
Kaspers gründete 1915 eine Föderation von Sozialanarchisten („Federatie van Sociaal-Anarchisten“). Wegen einer Krankheit war er gezwungen die Arbeit als Redakteur von der Zeitschrift De Arbeider aufzugeben, blieb jedoch weiterhin aktiv für den  Antimilitarismus, den „Sozial-Anarchismus“ sowie im Comité Misdaad en Straf („Komitee für Verbrechen und Strafe“), bei dem ebenfalls Clara Gertrud Wichmann tätig war. Unter der Redaktion von Bart de Ligt, Albert de Jong und Kaspers  erschien das Blatt De Vrije Samenleving vom Sociaal Anarchistisch Verbond (Sozial anarchistischer Bund, SAV). Bis in die 1930er Jahre veröffentlichte Kaspers im Socialistische Almanak („Sozialistischer Almanach“) und im Anarchistisch Jaarboekje („Anarchistisches Jahrbuch“).
Nach dem Zweiten Weltkrieg war er bei dem Nederlandse Bond van Vrije Socialisten („Niederländischer Bund für freie Sozialisten“) und publizierte für die Zeitschrift Socialisme van Onderop (so viel wie: „Sozialismus von unten“).
Hendrik Ebo Kaspers war verheiratet und Vater von acht Kindern.